# Héctor Germán Oesterheld
Héctor Germán Oesterheld (23 de julho de 1919 - desaparecido e dado como morto em 1977) foi um escritor de quadrinhos argentino, filho do alemão Fernando Oesterheld e de Elvira Ana Puyol. Escreveu numerosos relatos breves de ficção científica e romances, e publicou em revistas como "Misterix", "Hora Cero" e "Frontera", sendo suas series mais conhecidas Sargento Kirk, Bull Rocket e O Eternauta, considerada sua obra-prima.
As primeiras obras de Oesterheld, na década de 1950 e princípio dos anos 60, contém críticas sutis ao capitalismo, ao colonialismo e imperialismo. A medida que transcorre a década seu compromisso político aumenta e sua ideologia se torna mais definida: realiza junto a Alberto e Enrique Breccia uma biografia em quadrinhos de Che Guevara, Vida del Che, publicada em 1968 (três meses após seu assassinato); a qual foi apreendida e destruída pelos censores da ditadura civil-militar que governava à época. Logo após completa uma nova versão mais politicamente carregada de O Eternauta em 1969, desenhada por Alberto Breccia.
Seu compromisso político aumenta ainda mais durante a década de 1970, o qual se refletia tanto em sua decisão de unir-se ao grupo guerrilheiro Montoneros como nos roteiros de suas últimas obras, destacando-se particularmente o caso de O Eternauta II (de novo ilustrada por Solano López),a qual devia finalizar enquanto se ocultava na clandestinidade. Em 1977 foi sequestrado pelas forças armadas durante a última ditadura civil-militar argentina e foi visto pela última vez em um centro clandestino de detenção. Desde então passou a formar parte da lista de detidos-desaparecidos vítimas do terrorismo de Estado na Argentina.
O legado de Oesterheld é amplo: é um dos artistas de trajetória mais extensa das histórias em quadrinhos argentinos, sua influência se estende a artistas de novas gerações e diversos meios, e é considerado informalmente como um dos "pais" do quadrinho argentino moderno.

## Obra
Seu trabalho se destaca por seus personagens submetidos a ambientes sombrios, que lutam pela justiça, embora sem cair no maniqueísmo.

Podemos distinguir três etapas:
- Primeira etapa
  - Alan e Crazy, com desenhos de Eugenio Zoppi.
  - Rae Kitt, com desenhos de Hugo Pratt.
  - Bull Rocket, com desenhos de Paul Campamani, Francisco Solano López e outros.
  - El sargento Kirk, criado com Hugo Pratt para a revista Misterix, publicada pela Editorial Abril en 1952. Faroeste protagonizado por um sargento que deserta do exército para defender os índios.
  - Tarpón, com desenhos de Daniel Haupt.
  - Uma-Uma, com desenhos de Francisco Solano López
  - Indio Suárez, com desenhos de Carlos Freixas e Carlos Cruz.

- Ediciones Frontera
  - Ticomderonga (1957), com desenhos de Hugo Pratt e Gisela Dexter. Guerra.
  - Rolo, el marciano adoptivo (1957), com Francisco Solano López. Ficção científica.
  - Nahuel Barron (1957), com desenhos de Carlos Roume.
  - Ernie Pike (1957), com desenhos de Hugo Pratt, Eugênio Colonnese, Francisco Solano López, Alberto Breccia e outros. Guerra.
  - El Eternauta (1957-1959), a mais popular de suas obras, desenhada por Solano López. História de ficção científica publicada originalmente na revista "Hora Cero", onde o autor narra seu encontro com um viajante do tempo.
  - Cayena (1958), com desenhos de Daniel Haupt.
  - Dr. Morgue (1959), com desenhos de Alberto Breccia.
  - Buster Pike (1959), com desenhos de Julio Schiaffino. Historias do irmão de Ernie Pike.
  - Randall, com desenhos de Arturo del Castillo. Faroeste.
  - Lacke Piedras, com desenhos de Carlos Cruz. marinheiros.
  - Tipp Kenya, com desenhos de Carlos Roume. Sobre um caçador na África.
  - Verdugo Ranch, com desenhos de Ivo Pavone. Faroeste.
  - Patria vieja (1958), com desenhos de Carlos Roume e Juan Arancio.
  - Hueso clavado, com desenhos de Ivo Pavone. Faroeste humor.
  - Leonero Brent, com desenhos de Jorge Moliterni. Faroeste.
  - Rul de luna, com desenhos de Francisco Solano López e Horianski. Ficção científica com crianças.
  - Capitán Lázaro, com desenhos de Enrique Cristóbal. Espiões na Segunda Guerra Mundial.
  - Pichi, com desenhos de Carlos Roume. Aventuras de um cachorro.
  - Sherlock Time, com desenhos de Alberto Breccia.
  - Tom de la pradera, com desenhos de García Seijas. Faroeste.
  - Lord Crack, com desenhos de Hugo Pratt, Bertolini, Moliterni e Flores
  - Amapola negra, com desenhos de Solano López.
  - Joe Zonda, com desenhos de Solano López e Julio Schiaffino.
  - Pereyra, taxista (1960), com desenhos de Leopoldo Durañona.
  - Mortimer, com desenhos de Rubén Sosa. Faroeste.
  - Doc Carson, com desenhos de Carlos Vogt. Faroeste.
  - Cachas de oro (1961), com desenhos de Carlos Vogt.
  - Santos Bravo, com desenhos de Arancio.
  - Historias de la ciudad grande, com desenhos de Leandro Sesarego, Ángel A. Fernández e García Seijas.
  - Paul Neutrón (1962), com desenhos de Schaffino.

- Terceira etapa
  - Capitán Caribe (1961), com desenhos de Dino Battaglia. Piratas.
  - "Remake" de El Eternauta (1969), com desenhos de Alberto Breccia.
  - Mort Cinder (1962), com desenhos de Alberto Breccia.
  - León Loco (1963), com desenhos de García Seijas.
  - Lord Pampa, com desenhos de Solano López.
  - Watami, com desenhos de Moliterni. Faroeste.
  - Artemio, el taxista de Buenos Aires', com desenhos de Néstor Olivera e Pablo Zahlut.
  - Tres pela ley, com desenhos de Marchionne e José Massaroli.
  - Argón el justiciero, com desenhos de Vogt.
  - Brigada Madeleine, com desenhos de Gómez Sierra.
  - Aakón, com desenhos de Ángel A. Fernández e José Massaroli.
  - Kabul de Bengala, com desenhos de Horacio Altuna.
  - Roland el Corsario, com desenhos de José Luis García López e outros.
  - Marvo Luna, com desenhos de Solano López.
  - Russ comgo, com desenhos de Carlos Clement.
  - Nekrodamus (1975), com desenhos de Horacio Lalia. Sobre un cazador de monstruos.
  - Loco Sexton, com desenhos de Arturo del Castillo. Faroeste.
  - La guerra de los Antartes (1970), com desenhos de León Napoo e Gustavo Trigo.
  - Herida Mortal (1963), com desenhos de Durañona.
  - Watami (1976), com desenhos de Jorge Moliterni.
  - Vida del Che (1968), com desenhos de Alberto e Enrique Breccia, biografia de Che Guevara para o mercado chileno.
  - Evita, vida e obra de Eva Perón (1970), com desenhos de Alberto Breccia, biografia de Eva Perón. Não publicado na época, foi republicado pela Doedytores em 2002.
  - Segunda parte de El Eternauta (1976), com desenhos de de Solano López, mais comprometidas que a primeira, como a história se passa em uma futura Argentina governada por uma terrível ditadura.